# Guitarra semiacústica
A guitarra semi-acústica é um tipo de guitarra mais "baça" (em termos de som) do que a guitarra acústica ou clássica.

## Sobre
São guitarras que possuem caixa de propagação acústica, seu tamanho é relativamente maior que as maciças e seu som natural também é mais intenso. A abertura acústica pode causar influência na captação elétrica dependendo do tipo do captador usado (maior influência com captadores passivos e menor, ou nenhuma com captadores ativos). São guitarras mais usadas sem a adição de efeitos e são preferidas por músicos na produção de músicas jazz e blues tradicional.
A guitarra semi-sólida é uma variação desenvolvida para solucionar os problemas de feedback e microfonia indesejados. É o meio-termo entre instrumento acústico e sólido. É dotado de caixa de propagação acústica com uma peça de madeira interna que estende-se do braço ao fim do corpo. Assim, seu som é uma combinação do timbre característico da guitarra acústica com a sustentação do corpo sólido.[3] A primeira guitarra deste gênero é a Gibson ES-335, fabricada a partir de 1958.

## Histórico
Na década de 1930, guitarristas e fabricantes tentavam aumentar o volume geral do violão, o que dificultava competir em volume com outros instrumentos - especialmente em grandes orquestras e bandas de jazz.
Isso levou os fabricantes a tentar uma série de projetos que se concentravam em amplificar uma guitarra eletricamente através de um alto-falante. Em 1936, a Gibson realizou sua primeira produção de guitarras elétricas. Estas guitarras, conhecidas como ES-150s (Electric Spanish Series) foram as primeiras guitarras semi-acústicas fabricadas.